# Nechacha

De heka-scepter en nechacha.

De nechacha is de symbolische dorsvlegel samen met de heka-scepter (kromstaf), deel uitmaakte van de traditionele faraonische regalia.
Het is tegelijkertijd een landbouwwerktuig en symbool van soevereiniteit. Het drukte de bescherming en vruchtbare kracht van de koning uit, die, als een herder met de kromstaf en boer met de dorsvlegel, de voeder van zijn volk was.
Het is soms aanzien als een "vliegmeppergesel", maar deze hypothese is omstreden. Een andere interpretatie is dat het om een ladanisterion zou gaan, een op een dorsvlegel gelijkend werktuig dat tot op de dag van vandaag door herder in het Middellandse Zeegebied wordt gebruikt. De oorsprong moest waarschijnlijk worden gezocht in het mythisch verleden: het is de dorsvlegel van Osiris (een teken van autoriteit net zoals de heka-kromstaf), die de heerschappij en macht van de koning uitdrukte die, wanneer hij neerzat, de heka-scepter en de nechacha over zijn borst gekruist hield.
De dorsvlegel verschijnt voor de eerste keer tijdens de 1e dynastie van Egypte, onder regering van farao Horus Den.